# Simi (gmina)
Simi (gr. Δήμος Σύμης, Dimos Simis) – gmina w Grecji, w administracji zdecentralizowanej Wyspy Egejskie, w regionie Wyspy Egejskie Południowe, w jednostce regionalnej Rodos. W jej skład wchodzi między innymi wyspa Simi. Siedzibą gminy jest Simi. W 2011 roku liczyła 2590 mieszkańców.